# Prawo do szczęścia
Prawo do szczęścia  (hiszp. El derecho de nacer) - meksykańska telenowela produkcji Televisa i El Canal de las Estrellas z 2001 roku. Oparta na motywach telenoweli Prawo do narodzin z 1981 roku. Główne role zagrali Kate del Castillo i Saúl Lisazo.

## Wersja polska
W Polsce telenowela była emitowana po raz pierwszy w telewizji TVN od 23 lipca 2001 roku o godzinie 6.00.

## Fabuła
Maria Elena del Junco, córka don Rafaela jest przeznaczona do wyjścia za mąż za Jorge Luisa. Maria Elena jednak go nie kocha. Zakochana jest w Alfredzie Martinez i oczekuje jego dziecka. Don Rafael nienawidzi go, ponieważ matka Marii Eleny była naprawdę zakochana w ojcu Alfreda. Szczerze nienawidzi jego syna. Kiedy don Rafael dowiaduje się o ciąży córki, wywozi ją siłą na wieś, gdzie ma w tajemnicy urodzić dziecko, a następnie chce oddać je do adopcji. Jednak Maria Elena nie chce się na to zgodzić i po raz pierwszy sprzeciwia się ojcu. Ucieka do Meksyku i kosztem wielu własnych poświęceń wychowuje go. Mija wiele lat, a Alberto jako dorosły mężczyzna wraca do rodzinnego miasta, aby poznać prawdę o swojej przeszłości.